# Lalapati
Lalapati (nep. लालापट्टी) – gaun wikas samiti we wschodniej części Nepalu w strefie Sagarmatha w dystrykcie Saptari. Według nepalskiego spisu powszechnego z 2001 roku liczył on 774 gospodarstw domowych i 4771 mieszkańców (2308 kobiet i 2463 mężczyzn).